# Producto de apoyo
Producto de apoyo, de acuerdo con la norma UNE-EN ISO 9999:2017 producto de apoyo para personas con discapacidad:
"Cualquier producto (incluyendo dispositivos, equipo, instrumentos, tecnología y software) fabricado especialmente o disponible en el mercado, utilizado por personas con discapacidad destinado a:
- Facilitar la participación.
- Proteger, apoyar entrenar, medir o sustituir funciones/estructurales corporales y actividades.
- Prevenir deficiencias, limitaciones en la actividad o restricciones en la participación"

No se considerarán productos de apoyo de acuerdo con esta definición los materiales de uso generalizado para la formación, salvo que cuenten con una adaptación específica para personas con discapacidad, como libros de texto, herramientas, equipaciones deportivas, material de papelería, etc.
El término producto de apoyo sustituye al de ayuda técnica, ya desde la versión anterior de la norma ISO 9999:2007.
La actualización del término se ha realizado teniendo en cuenta los conceptos y la filosofía de la Clasificación Internacional del funcionamiento, de la Discapacidad y de la Salud (CIF), redactada por la Organización Mundial de la Salud (OMS).
Los productos de apoyo, necesitan de un buen estudio de uso, y de la persona que lo va a utilizar, para ello debe ser pautado, entrenado por un Terapeuta Ocupacional, que es capaz de evaluar las capacidades funcionales de la persona y de analizar la actividad: 
- Que su uso sea seguro y sencillo con el fin de facilitar la realización de algunas tareas o movimientos.
- Que se adapte al entorno real de la persona.
- Que sea fácil de higienizar y resistente.

El Ministerio de Derechos Sociales a través del Real Patronato Sobre Discapacidad, ha desarrollado un catálogo de productos de apoyo desglosados en veinte categorías. Cada producto tiene asociado su número correspondiente de la clasificación de la UNE EN ISO 9999:2017. Para facilitar la selección se puede consultar el catálogo en el Centro de Autonomía Personal y Ayudas Técnicas (CEAPAT).

## Enlaces
- CEAPAT Catálogo de Productos de apoyo
- Organización Mundial de la Salud/Discapacidad
- SironaCare ¿Qué son los productos de apoyo?
- Clasificación Internacional del Funcionamiento de la Discapacidad y de la Salud
- Productos de apoyo.Clasificación y terminología. Real Patronato Sobre Discapacidad

- Datos: Q6087393